# كورديليا فاين
كورديليا فاين (بالإنجليزية: Cordelia Fine)‏ (ولدت في عام 1975) هي فيلسوفة، وعالمة نفسية، وكاتبة بريطانية من أصل كندي. وهي أستاذة متفرغة للتاريخ وفلسفة العلوم في جامعة ملبورن، أستراليا. كتبت فاين ثلاثة كتب علمية مشهورة حول مواضيع الاستعراف الاجتماعي، والعلوم العصبية، والأساطير الشائعة عن الاختلافات بين الجنسين. فاز كتابها الأخير التستوستيرون ريكس بجائزة كتاب المجتمع الملكي للعلوم عام 2017. ألفت العديد من فصول الكتب الأكاديمية، والمنشورات الأكاديمية. اشتهِرت كورديليا أيضًا بصياغة مصطلح «التحيز للجنس العصبي».
بصفتها ناقلة علمية، قدمت فاين العديد من المحاضرات العامة والرئيسية في قطاعات التعليم، والأعمال، والأكاديمية، والعامة.
كتبت فاين أيضًا في كل من نيويورك تايمز، وساينتفك أمريكان، ونيو ساينتست، ذا سيكولجيست، والغارديان، وذا منثلي، من بين أمور أخرى، راجعت كتبًا لفاينانشال تايمز، ووول ستريت جورنال.
في أبريل 2018، مُنحت كورديليا فاين وسام إدنبرة. تُمنح هذه الميدالية إلى «رجال ونساء العلوم والتكنولوجيا الذين يُعتقد أن إنجازاتهم المهنية ساهمت بشكل كبير في فهم الإنسانية ورفاهها».

## التعليم
منحت كورديليا فاين درجة البكالوريوس في علم النفس التجريبي مع مرتبة الشرف الأولى من جامعة أكسفورد، وماجستير في الفلسفة في علم الإجرام من جامعة كامبريدج، ودكتوراه في علم النفس من كلية لندن الجامعية.

## الحياة المهنية
منذ حصولها على درجة الدكتوراه، أجرت كورديليا فاين أبحاثًا في كلية الفلسفة وأخلاقيات علم الأحياء في جامعة موناش، وفي مركز الفلسفة التطبيقية والأخلاق العامة في الجامعة الوطنية الأسترالية، وفي مركز الوكالة والقيم والأخلاق في جامعة ماكواري. منذ عام 2012 وحتى عام 2016 كانت زميلة مستقبلية لمجلس البحوث الأسترالي في مدرسة ملبورن للعلوم النفسية. كانت أيضًا أستاذة مساعدة في كلية ملبورن للأعمال بجامعة ملبورن حتى عام 2016. وهي حاليًا أستاذة في كلية الدراسات التاريخية والفلسفية في جامعة ملبورن، أستراليا.

## الكتب
لخص كتاب فاين الأول، عقل يعمل بذاته، كمية كبيرة من البحث المعرفي لإظهار أن العقل غالبًا ما يعطي صورة مشوهة للواقع.
يجادل كتابها الثاني، أوهام التمييز الجنسي، بأن الاستنتاجات التي خلص إليها العلم والتي أظهرت أن عقول الرجال والنساء مختلفة في جوهرها بطرق تفسر الوضع الراهن القائم على الجندر سابقة لأوانها، وغالبًا ما تستند إلى طرق معيبة وافتراضات غير مفحوصة. تحدت أيضًا الافتراض الشائع بأن المجتمع القائم على المساواة بين الجنسين يعني أن الاختلافات في النتائج والمصالح الاجتماعية يجب أن تكون بسبب علم الأحياء. «مع وجود مثل هذه الأطر والظروف المختلفة للرجال والنساء، فمن غير الممكن ببساطة مقارنة الاختيارات التي يتخذونها واستخلاص استنتاجات واثقة حول الطبيعة الداخلية المختلفة للجنسين». انتقِد نهج فاين تجاه الجنس من قبل أولئك الذين يعتقدون أنه سلوكي، ولعدم تفسيره لما يطلق عليه الطب النفسي اضطرابات الهوية الجندرية. ومع ذلك، مثلما أشارت فاين في مجلة ذا سيكولجيست، فإن الكتاب معني بالأدلة العلمية المقدمة وذلك لدعم فكرة أن الذكور والإناث، في المتوسط، «يميلون» إلى «النظام» مقابل «التعاطف»، بدلًا من مسألة مدى ميل الهوية الجندرية الجوهرية، وهي لا تشترك في نظرة سلوكية أو حتمية اجتماعية للتنمية، بل «وجهة نظر يجري فيها بناء المسار التنموي، خطوة بخطوة، من التفاعل المستمر والديناميكي بين الدماغ، والجينات، والبيئة».

## وصلات خارجية
- الموقع الرسمي